# Mormodes
Mormodes är ett släkte av orkidéer. Mormodes ingår i familjen orkidéer.

## Bildgalleri

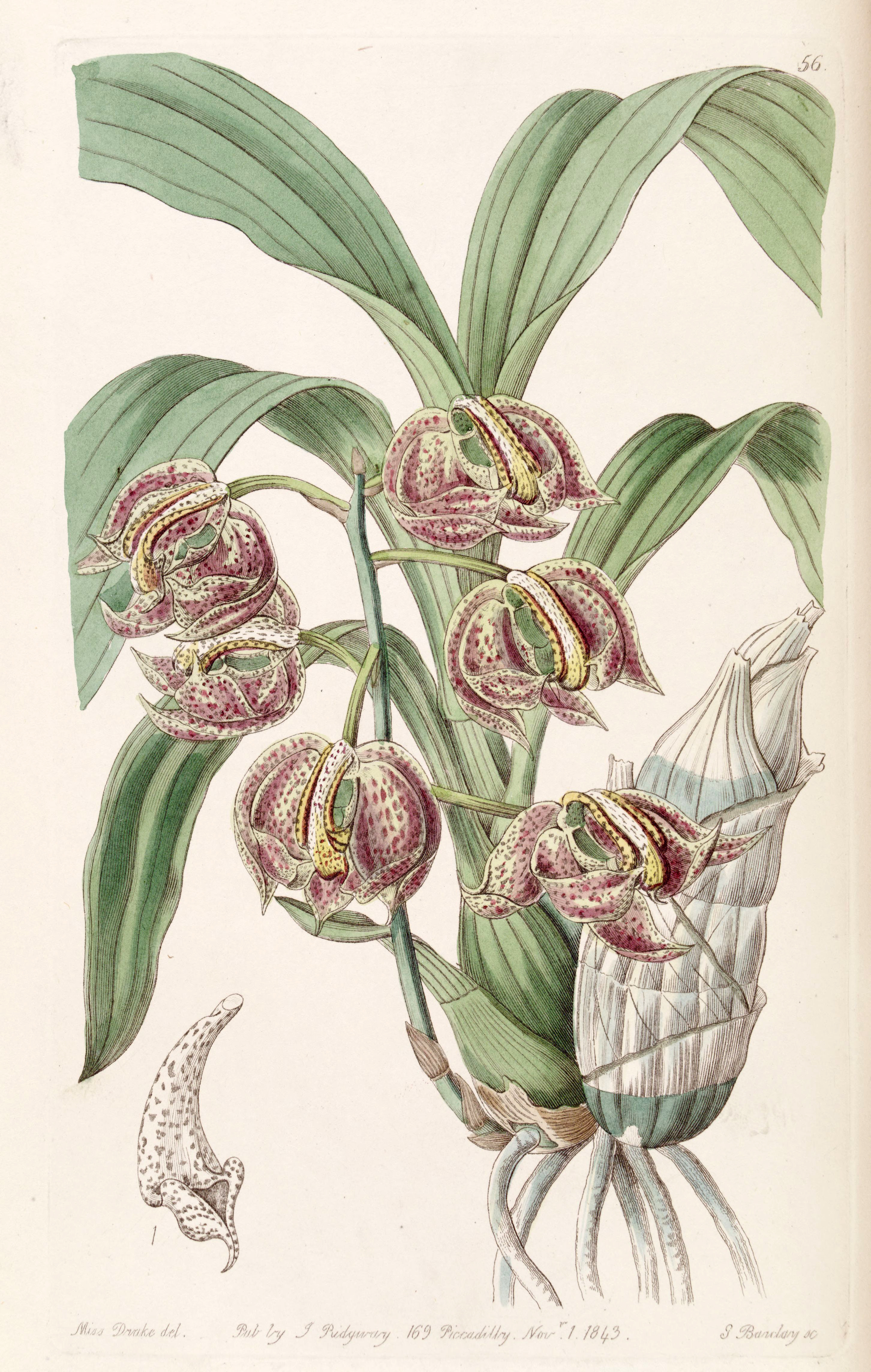
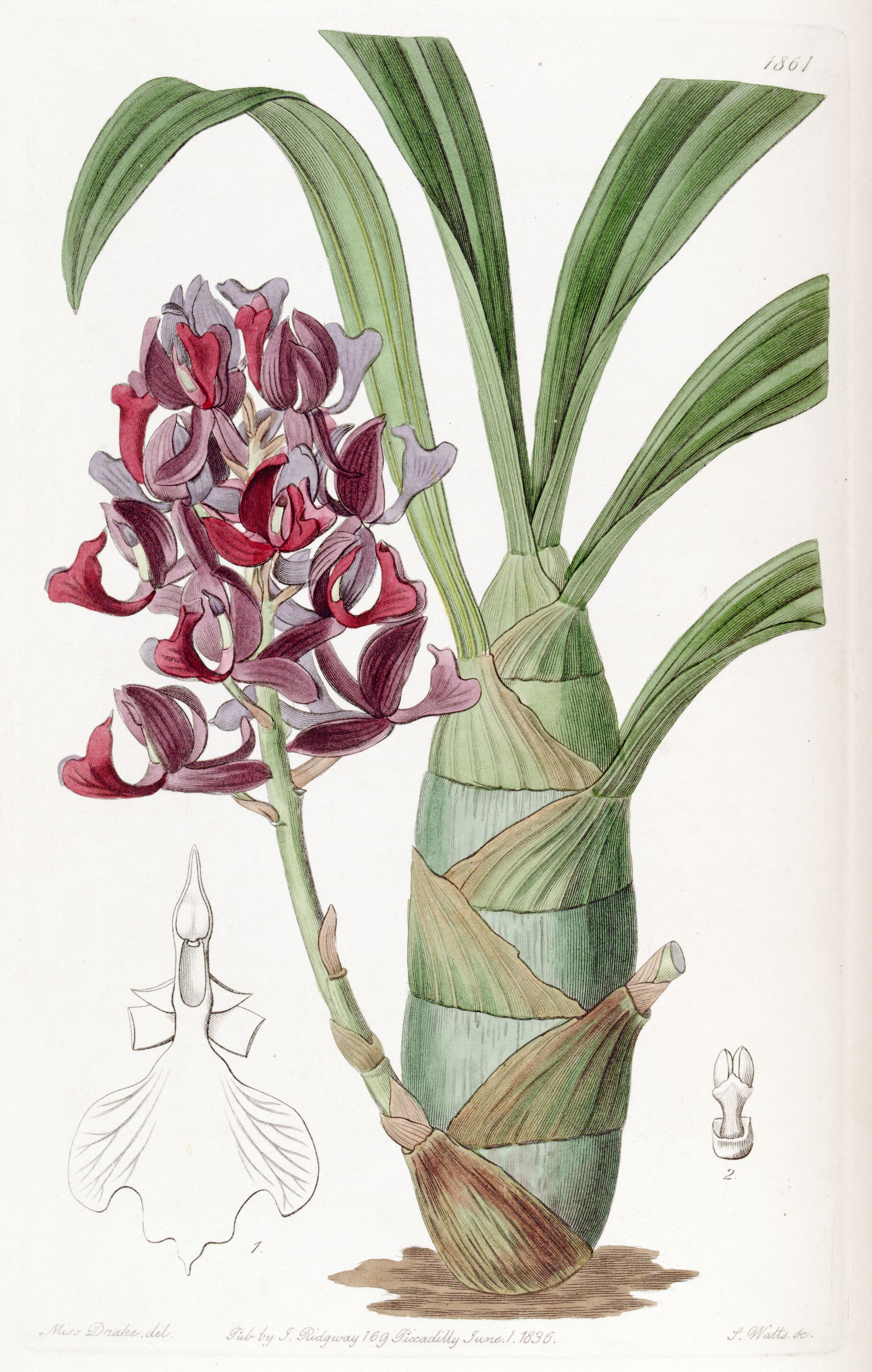
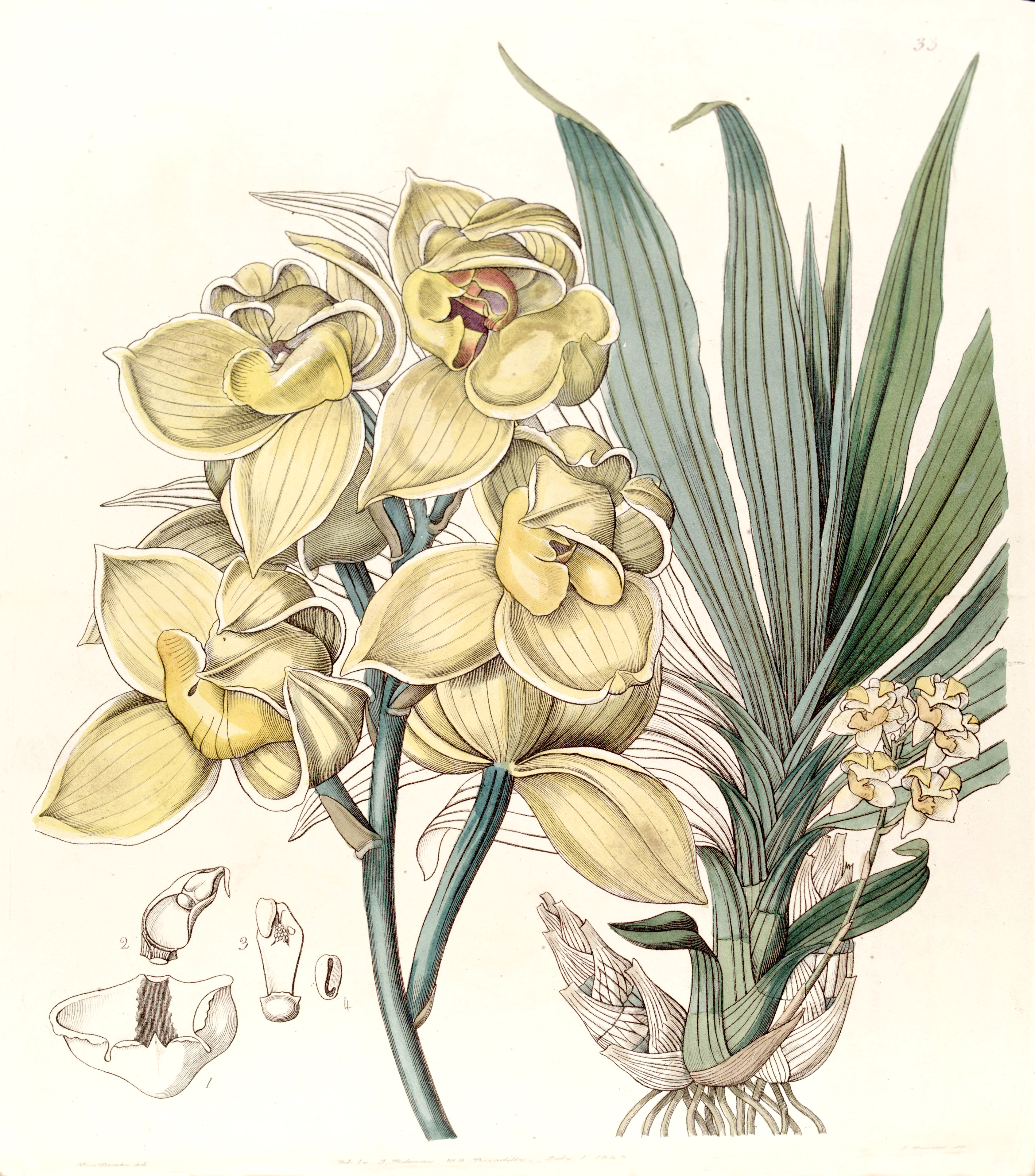
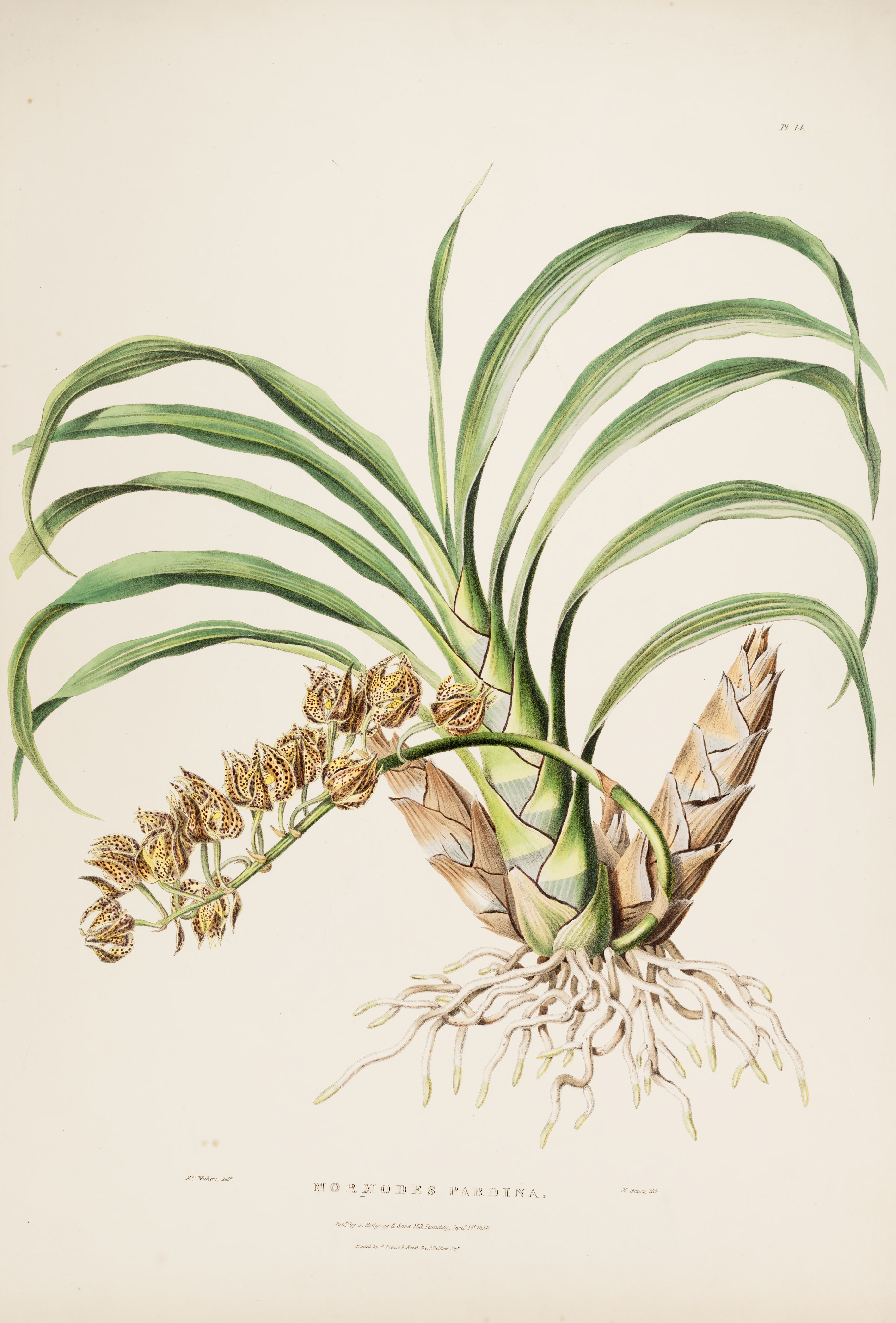
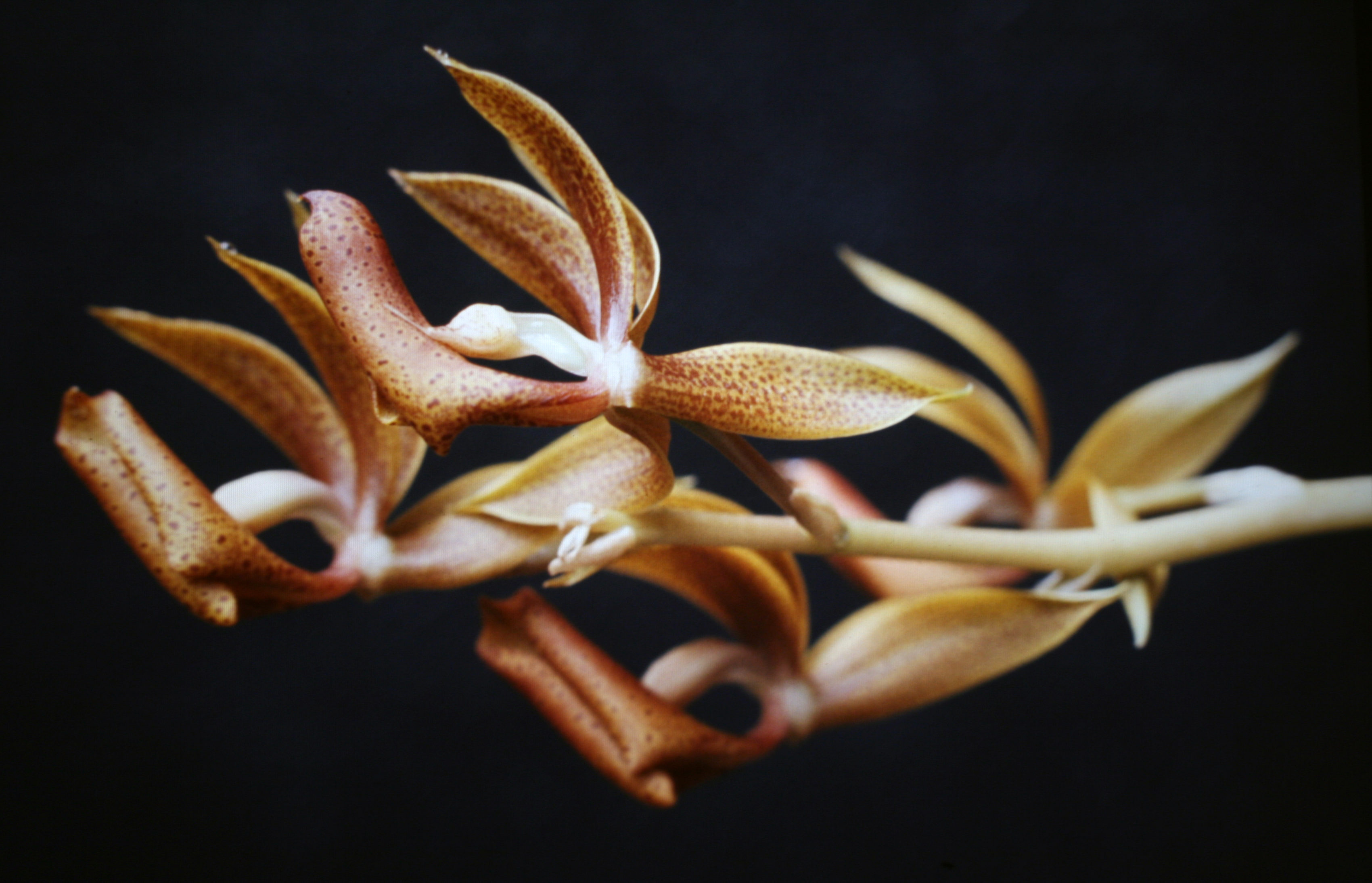
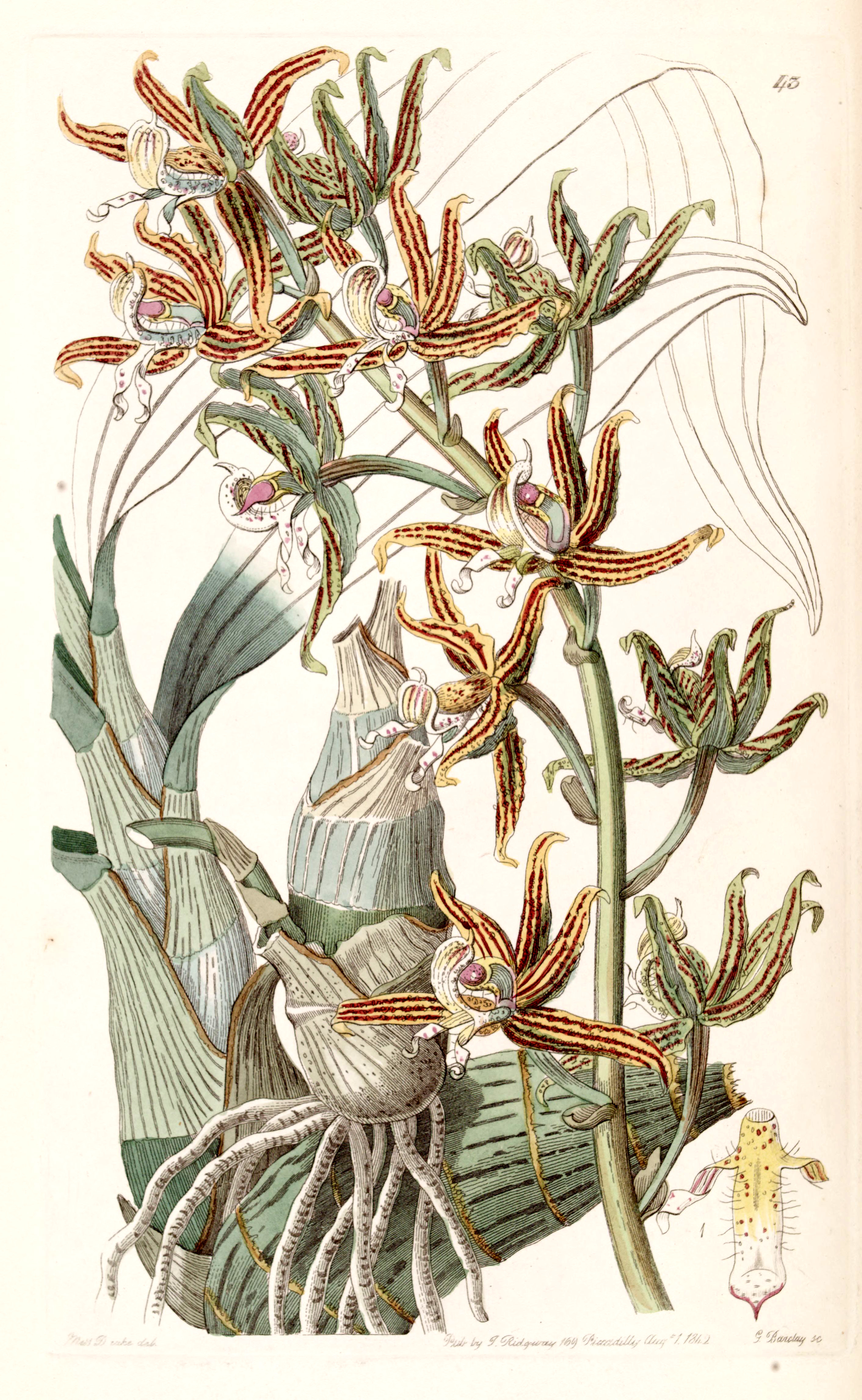

## Dottertaxa tillMormodes, i alfabetisk ordning[1]
- Mormodes andicola
- Mormodes andreettae
- Mormodes aromatica
- Mormodes atropurpurea
- Mormodes aurantiaca
- Mormodes aurea
- Mormodes auriculata
- Mormodes badia
- Mormodes buccinator
- Mormodes calceolata
- Mormodes carnevaliana
- Mormodes cartonii
- Mormodes castroi
- Mormodes chrysantha
- Mormodes claesiana
- Mormodes cogniauxii
- Mormodes colossus
- Mormodes cozticxochitl
- Mormodes cucumerina
- Mormodes dasilvae
- Mormodes densiflora
- Mormodes elegans
- Mormodes ephippilabia
- Mormodes escobarii
- Mormodes estradae
- Mormodes fractiflexa
- Mormodes frymirei
- Mormodes guentheriana
- Mormodes gurupiensis
- Mormodes hoehnei
- Mormodes hookeri
- Mormodes horichii
- Mormodes ignea
- Mormodes issanensis
- Mormodes jamanxinensis
- Mormodes lancilabris
- Mormodes lawrenceana
- Mormodes lineata
- Mormodes lobulata
- Mormodes luxata
- Mormodes maculata
- Mormodes mejiae
- Mormodes morenoi
- Mormodes nagelii
- Mormodes oberlanderiana
- Mormodes ocanae
- Mormodes oceloteoides
- Mormodes oestlundianum
- Mormodes orinocoensis
- Mormodes pabstiana
- Mormodes paraensis
- Mormodes pardalinata
- Mormodes peruviana
- Mormodes porphyrophlebia
- Mormodes powellii
- Mormodes ramirezii
- Mormodes rodriguesiana
- Mormodes rolfeana
- Mormodes romanii
- Mormodes rosea
- Mormodes saccata
- Mormodes salvadorensis
- Mormodes sanguineoclaustra
- Mormodes schultzei
- Mormodes sinuata
- Mormodes skinneri
- Mormodes sotoana
- Mormodes speciosa
- Mormodes tapoayensis
- Mormodes tezontle
- Mormodes tibicen
- Mormodes tigrina
- Mormodes tuxtlensis
- Mormodes uncia
- Mormodes variabilis
- Mormodes warszewiczii
- Mormodes vernixioidea
- Mormodes vernixium
- Mormodes vinacea